# Помийницька волость
Помийницька волость (Краснопільська волость) — історична адміністративно-територіальна одиниця Уманського повіту Київської губернії з центром у селі Помийник.
Станом на 1886 рік складалася з 9 поселень, 9 сільських громад. Населення — 10699 осіб (5333 чоловічої статі та 5366 — жіночої), 1997 дворових господарств.
|                     | Площа, десятин | У тому числі орної, дес. |
| ------------------- | -------------- | ------------------------ |
| Сільських громад    | 19299          | 11934                    |
| Приватної власності | 927            | 800                      |
| Казенної власності  | 1066           | 50                       |
| Іншої власності     | 240            | 209                      |
| Загалом             | 21532          | 12993                    |

Основні поселення волості:
- Помийник — колишнє військове поселення при джерелах за 18 верст від повітового міста, 1300 осіб, 263 двори, православна церква, школа, 2 постоялих будинки, водяний і 13 вітряних млинів.
- Берестівець — колишнє військове поселення, 987 осіб, 194 двори, православна церква, школа, постоялий будинок, 4 вітряних млини.
- Босівка — колишнє військове поселення при річці Конелка, 396 осіб, 69 дворів, школа, 2 водяних  млини.
- Краснопілка — колишнє військове поселення при річці Реух, 1263 особи, 230 дворів, православна церква, школа, постоялий будинок, 3 водяних і 11 вітряних млинів.
- Молодецьке — колишнє військове поселення, 1943 особи, 362 двори, православна церква, школа, 3 постоялих будинки, водяний і 5 вітряних млинів.
- Подібна — колишнє військове поселення, 1408 осіб, 279 дворів, православна церква, школа, 2 постоялих будинки, 10 вітряних млинів.
- Старі Бабани — колишнє військове поселення, 1396 осіб, 248 дворів, православна церква, школа, 2 постоялих будинки, 4 водяних і 7 вітряних млинів.
- Циберманівка — колишнє військове поселення, 1619 осіб, 299 дворів, православна церква, 2 постоялих будинки, 7 вітряних млинів.
- Яроватка — колишнє військове поселення, 257 осіб, 53 двори, православна церква, постоялий будинок, 4 вітряних млини.

Наприкінці XIX сторіччя волосне правління перенесено до села Краснопілка й волості отримала назву Краснопільська. 
Старшинами волості були:
- 1909 року — Іван Михайлович Шуляк[2];
- 1910—1912 роках — Давид Васильович Мовчан[3],[4];
- 1913—1915 роках — Дмитро Данилович Кучеренко[5],[6].